# Christine Sixteen
Singles de Kiss
Calling Dr. Love
(1977) Love Gun
(1978)
Pistes de Love Gun
I Stole Your Love
(1) Got Love for Sale
(3)
Christine Sixteen est une chanson du groupe américain Kiss, extrait de l'album Love Gun sorti en 1977. Le single a atteint la 25e position au Billboard Hot 100 en 1977 et la 22e position au Canada.
Écrite et chantée par le bassiste / chanteur Gene Simmons, la chanson raconte l'histoire d'un homme âgé qui a le béguin pour une fille de seize ans nommée Christine. Les paroles et le sujet firent très controversées et quelques stations de radio hésitaient à ajouter le titre dans leurs liste de lecture, tandis que d'autres passaient la chanson seulement après 19 heures.
Le titre de la chanson a été créé à l'origine par Paul Stanley qui avait l'intention d'écrire une chanson sous ce titre, jusqu'à ce que Gene Simmons s'en occupe. Deux longueurs de temps différentes sont imprimées sur le single, l'un à 3:13 et un autre à 2:52, ils sont néanmoins tous joués à 3:10.
Le titre a été échantillonné par Tone Loc en 1989 dans sa chanson Funky Cold Medina. La chanson a été reprise par le groupe Gin Blossoms en 1994 sur l'album Kiss My Ass: Classic Kiss Regrooved et par le groupe ALL sur l'album Hard to Believe: Kiss Covers Compilation.

## Composition du groupe
- Gene Simmons – basse, chants sur Christine Sixteen
- Paul Stanley – guitare rythmique
- Peter Criss – batterie
- Ace Frehley – guitare solo, chants sur Shock Me
- Eddie Kramer – piano

## Liste des titres
| A. | Christine Sixteen | Gene Simmons | 3:10 |
| B. | Shock Me          | Ace Frehley  | 3:47 |